# Шидловський Андрій Петрович
Андрі́й Петро́вич Шидло́вський (1818–1892) — астроном і геодезист родом з Вороніжчини. Закінчив Харківський університет. Професор астрономії Харківського (1843—1856) і Київського (1856—1868) університетів та директор Київської астрономічної обсерваторії. Визначив географічні координати ряду пунктів України.

## Життєпис
Шидловський народився у Воронезької губернії в сім'ї дворянина. Його батько володів родовим маєтком зі 100 кріпаками.
У 1837 р. Шидловський закінчив математичний факультет Харківського університету.
У 1837—1841 рр. слухав лекції в Дерптському університеті, був учнем В. Я. Струве, спостерігачем астрономічної обсерваторії Дерптського університету. У 1841 р. склав там іспит на ступінь магістра. У Дерпті Шидловський написав і захистив дисертацію на ступінь магістра філософії «Bestimmung der Konstante der Nutation aus den graden Aufsteigungen von a Ursae minoris».
У 1841 р. за сприяння В. Я. Струве, призначеного директором Пулковської обсерваторії, почав працювати в ній та брав участь в астрономічних спостереженнях.
У 1842 р. разом з О. В. Струве брав участь в експедиції з спостереження повного сонячного затемнення, яка була відправлена Академією наук до Липецьку.
У 1843 р. був учасником хронометричної експедиції для визначення різниці довготи обсерваторій в Пулково й Альтоні, якою керував В. Я. Струве. В середині експедиції виїхав до Харкова, куди був призначений виконуючим обов'язки екстраординарного професора. Струве доручив Шидловському доставити до Харківського університету інструменти, які були замовлені для астрономічної обсерваторії Харківського університету, що планувалось побудувати.
В середині вересня 1843 р. Шидловський прочитав вступну лекцію в Харківському університеті. Він викладав курси сферичної астрономії, визначення орбіт планет і комет, практичної астрономії, геодезії.
У грудні 1843 р. Шидловський був відряджений до Києва. В.Я. Струве, який керував тоді всіма астрономо-географічними роботами в Російській імперії, доручив Шидловському обробку спостережень професора Федорова і обчислення на їх підставі географічних координат різних місць Західного Сибіру.
Обчислення спостережень Федорова було закінчено навесні 1845 р. Шидловський представив отримані ним при цьому результати як дисертацію на ступінь доктора.
24 січня 1846 р. Шидловський склав докторський іспит, а 2 березня того ж року захистив дисертацію. 13 червня він був затверджений у ступені доктора та в званні екстраординарного професора. У листопаді 1848 р. Шидловський став ординарним професором.
Оскільки в університеті не було обсерваторії, Шидловський влаштував тимчасову невелику обсерваторію в університетському саду для практичних занять зі студентами. Вона складалася вежі з картону на кам'яному фундаменті діаметром в 8 футів, що оберталася, і відкритого стовпа, який перебував на відстані 20 футів від неї. Імовірно, вона була знищена до кінця 50-х років.
З червня по грудень 1846 р. Шидловський працював у Фінляндії, беручи участь в астрономо-геодезичних роботах з російсько-скандинавського градусного виміру.
У 1847—1849 рр. брав участь в експедиції університету, завданням якої було визначення географічного положення низки міст в Харківській та суміжних з нею губерніях, дослідження географічного розподілу тварин, визначення висот головних височин, проведення геологічних досліджень. В результаті роботи експедиції визначено положення 7 пунктів в Харківській, 9 — у Воронезькій, 5 — в Полтавській, 7 — в Курській губерніях.
Наприкінці 1848 р. Шидловський відвідав Пулковську обсерваторію для участі в роботах із закінчення південної частини російсько-скандинавського градусного вимірювання, а також Вільно і Дерпт. У квітні 1849 р. за дорученням В. Я. Струве справив астрономічні вимірювання в Ізмаїлі.
У 1851 р. брав участь в експедиції Академії наук зі спостереження повного сонячного затемнення. Для станції Шидловського був обраний Єлисаветград. Спостереження не були ним зроблені через несприятливу погоду.
Влітку 1856 р. Шидловський став ординарним професором Київського університету. У 1866 р. був обраний деканом фізико-математичного факультету, а в 1868 р. вийшов у відставку.
У 1870—1874 рр. Шидловський займав посаду директора жіночої гімназії в Білій Церкві, яка при ньому була перетворена в реальне училище. Вийшовши в 1874 р. остаточно у відставку, Шидловський жив послідовно в Дерпті, Виборзі та Ризі і, нарешті, в своєму маєтку Карабатчі біля міста Радомисль Волинської губернії.
У відставкці Шидловський запропонував Пулківській обсерваторії свої послуги для редукції спостережень, і за дорученням директора обсерваторії О. Струве проводив різні обчислення. Зокрема, він займався обчисленнями орбіт подвійних зірок.
Шидловський помер в 1892 р. в своєму маєтку Карабатчах.

## Праці
- «Bestimmung der Constante der Nutation aus den graden Aufsteigungen von α Ursae minoris, beobachtet in Dorpat am Meridiankreise von 1822 bis 1838» (диссертация, Дерпт, 1841);
- «Наблюдения солнечного затмения 1842 г. в Липецке» (а также в «Schumacher's Astron. Nachrichten», 1842, Grant's «History of physical Astronomy», «Comptes rendus etc.»);
- «Производство астрономических и геодезических наблюдений в Лапландии, на северной оконечности русского градусного измерения в 1840» (в сочинении В. Я. Струве: «Arc du méridien de 25°20' entre le Danube et la mer Glaciale, mesuré depuis 1816 jusqu'en 1855»);
- «Экспедиция для определения долготы Новгорода, Москвы, Рязани и Тулы» («Bull. de la classe physico-math. de l'Acad. Imp. de Sc. de S.-Pétersb.», т. II);
- «Экспедиция для определения долготы Пулкова и Альтоны» (W. Struwe, «Expédition chronométrique exécutée [en 1843] entre Poulkowa et Altona etc.», СПб., 1844);
- «Производство астрономических и геодезических наблюдений на южной оконечности русского градусного измерения на Дунае в 1849 г.» (в сочинении Струве: «Arc du méridien etc.»);
- «Отчет об астрономическом путешествии, совершенном в 1847 и 1848 гг.» (вып. I, Харьков, 1853; вып. II, 1857; сюда вошли определения географического положения мест в губерниях: Харьковской, Воронежской, Полтавской, Курской и Земли Войска Донского).